# День народження місіс Джонс
«День народження місіс Джонс» (англ. Mrs. Jones' Birthday) — американська кінокомедія 1909 року з Роско Арбаклом в головній ролі.

## У ролях
- Нік Коглі — містер Джонс
- Роско «Товстун» Арбакл — Фатті